# نيوتيموري

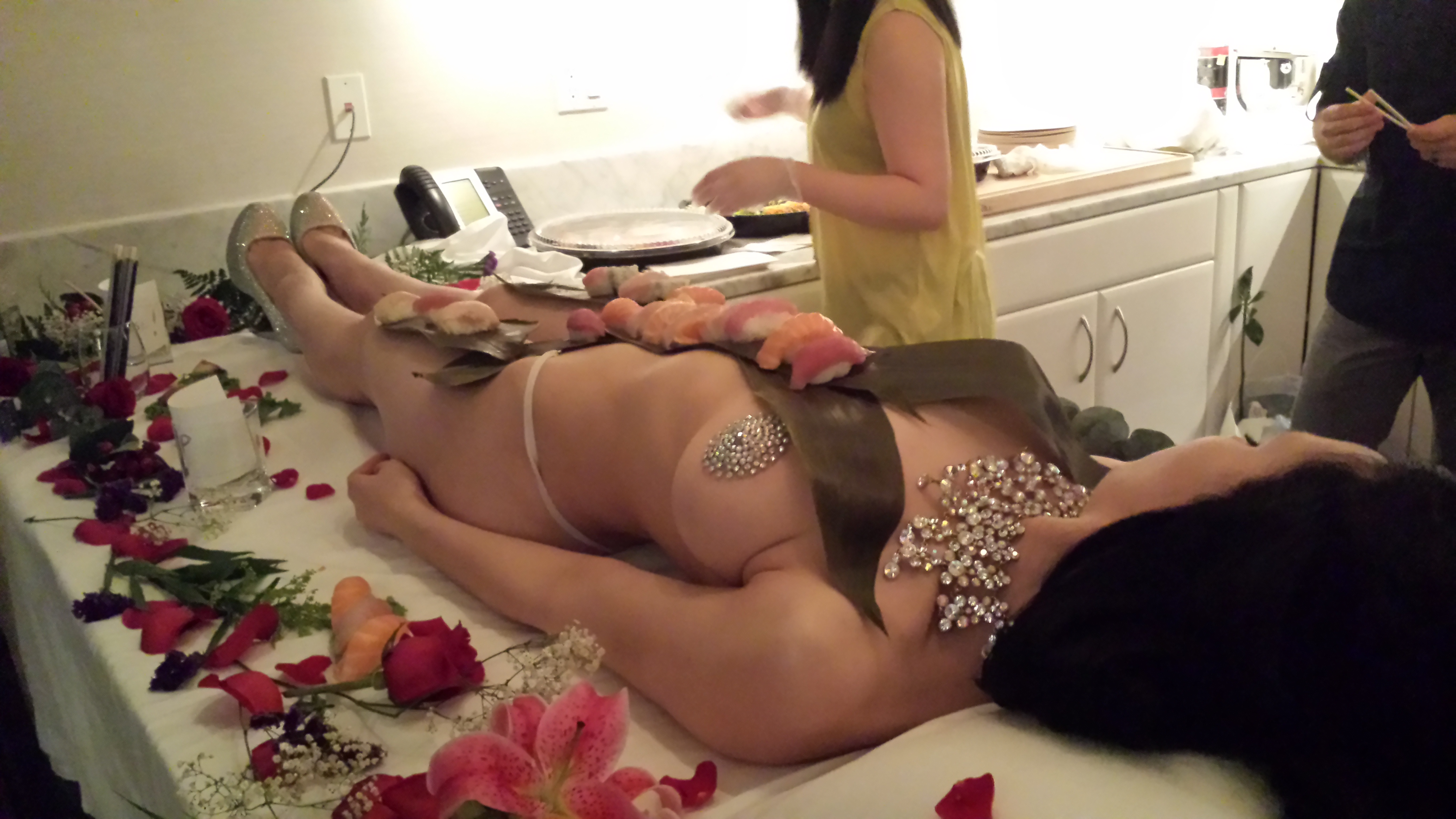
في النيوتيموري، يستخدم جسد المرأة العارية كطبق طعام.

نيوتيموري هو مصطلح باليابانية يعني تقديم أطعمة على جسد أنثى وغالبًا ما يشار إليها باسم "سوشي الجسم"، هي الممارسة اليابانية لتقديم الساشيمي أو السوشي من جسد مرأة عارية.